# Xe législature du Parlement d'Andalousie
La Xe législature du Parlement d'Andalousie est un cycle parlementaire du Parlement d'Andalousie, d'une durée initiale de quatre ans, ouvert le 16 avril 2015 à la suite des élections du 22 mars 2015 et clos le 9 octobre 2018. Elle est précédée par la IXe législature.

## Bureau du Parlement
| Poste                    | Titulaire                      | Parti | Parti   | Circonscription |
| ------------------------ | ------------------------------ | ----- | ------- | --------------- |
| Président                | Juan Pablo Durán               |       | PSOE    | Cordoue         |
| Première vice-présidente | Teresa Jiménez                 |       | PSOE    | Grenade         |
| Deuxième vice-présidente | Esperanza Oña                  |       | PP      | Malaga          |
| Troisième vice-président | Juan Ignacio Moreno de Acevedo |       | Podemos | Séville         |
| Première secrétaire      | Verónica Pérez                 |       | PSOE    | Séville         |
| Deuxième secrétaire      | Patricia del Pozo              |       | PP      | Séville         |
| Troisième secrétaire     | Julio Díaz                     |       | Cs      | Huelva          |
| Membre                   | José Antonio Castro            |       | IU      | Malaga          |

Le règlement précise que chaque groupe parlementaire doit être représenté au bureau du Parlement. Cette disposition conduit Juan Pablo Durán à nommer troisième secrétaire le représentant d'Izquierda Unida bien qu'il ait obtenu moins de voix que la représentante du Parti populaire. Celle-ci dépose un recours du Tribunal constitutionnel qui fait droit à sa demande le 9 janvier 2017. En conséquence, Patricia del Pozo devient deuxième secrétaire et Julio Jesús Díaz Robledo est rétrogradé au rang de troisième secrétaire. José Antonio Castro Román reste membre du bureau mais sans droit de vote,.

## Groupes parlementaires
| Nom | Nom                            | Début | Fin | Porte-parole           |
| --- | ------------------------------ | ----- | --- | ---------------------- |
|     | Groupe socialiste              | 47    | 47  | Mario Jiménez          |
|     | Groupe populaire               | 33    | 33  | Juan Manuel Moreno     |
|     | Groupe Podemos                 | 15    | 15  | Teresa Rodríguez       |
|     | Groupe Ciudadanos              | 9     | 8   | Juan Marín             |
|     | Groupe Gauche unie - Les Verts | 5     | 5   | Antonio Maíllo Cañadas |
|     | Groupe mixte                   | 0     | 1   | -                      |

## Commissions parlementaires
| Commission                                                            | Président                         | Parti   | Parti | Circonscription |
| --------------------------------------------------------------------- | --------------------------------- | ------- | ----- | --------------- |
| Commissions permanentes législatives                                  |                                   |         |       |                 |
| Commission de l'Agriculture, de la Pêche et du Développement rural    | Mercedes Barranco Rodríguez       | Podemos |       | Jaén            |
| Commission de la Culture                                              | José Luis Sánchez Teruel          | PSOE    |       | Almería         |
| Commission de l'Économie et de la Connaissance                        | Juan Francisco Bueno Navarro      | PP      |       | Séville         |
| Commission de l'Éducation                                             | José Antonio Funes Arjona         | Cs      |       | Grenade         |
| Commission de l'Emploi, de l'Entreprise et du Commerce                | Antonio Sánchez Villaverde        | PSOE    |       | Cordoue         |
| Commission de l'Équipement et du Logement                             | Manuela Serrano Reyes             | PSOE    |       | Huelva          |
| Commission des Finances et de l'Administration publique               | Pablo José Venzal Contreras       | PP      |       | Almería         |
| Commission de l'Égalité et des Politiques sociales                    | Jesús Romero Sánchez              | Podemos |       | Huelva          |
| Commission de la Justice et de l'Intérieur                            | Marta Bosquet Aznar               | Cs      |       | Almería         |
| Commission de l'Environnement et de l'Organisation du territoire      | Carmelo Gómez Domínguez           | PSOE    |       | Séville         |
| Commission de la Présidence et de l'Administration locale             | Jacinto Jesús Viedma Quesada      | PSOE    |       | Jaén            |
| Commission de la Santé                                                | Miguel Ángel García Anguita       | PP      |       | Jaén            |
| Commission du Tourisme et des Sports                                  | Luis Pizarro Medina               | PSOE    |       | Cadix           |
| Commissions permanentes non-législatives                              |                                   |         |       |                 |
| Commission consultative des Nominations et Pétitions                  | Juan Pablo Durán                  | PSOE    |       | Cordoue         |
| Commission des Affaires européennes                                   | María del Carmen Pérez Rodríguez  | IU      |       | Grenade         |
| Commission du Contrôle de la télévision publique régionale            | Adolfo Manuel Molina Rascón       | PP      |       | Cordoue         |
| Commission du Développement du statut                                 | Juan María Cornejo López          | PSOE    |       | Cadix           |
| Commission du Règlement                                               | Juan Pablo Durán                  | PSOE    |       | Cordoue         |
| Commission du Suivi et du Contrôle du financement des partis          | Antonio Saldaña Moreno            | PP      |       | Cadix           |
| Commission du Statut des députés                                      | Francisco Jesús Fernández Ferrera | PSOE    |       | Huelva          |
| Commission pour les Politiques relatives à la protection de l'enfance | Esperanza Gómez Corona            | Podemos |       | Malaga          |

## Gouvernement et opposition
| Candidat           | Date                                  | Vote       |      |    |         |    |    | Résultat |  |
| Candidat           | Date                                  | Vote       | PSOE | PP | Podemos | Cs | IU | Résultat |  |
| Susana Díaz (PSOE) | 5 mai 2015 (majorité absolue requise) | Oui        | 47   |    |         |    |    | 47 / 109 |  |
| Susana Díaz (PSOE) | 5 mai 2015 (majorité absolue requise) | Non        |      | 33 | 15      | 9  | 5  | 62 / 109 |  |
| Susana Díaz (PSOE) | 5 mai 2015 (majorité absolue requise) | Abstention |      |    |         |    |    | 0 / 109  |  |
| Susana Díaz (PSOE) |                                       |            |      |    |         |    |    |          |  |
| Susana Díaz (PSOE) | 8 mai 2015 (majorité simple)          | Oui        | 47   |    |         |    |    | 47 / 109 |  |
| Susana Díaz (PSOE) | 8 mai 2015 (majorité simple)          | Non        |      | 33 | 15      | 9  | 5  | 62 / 109 |  |
| Susana Díaz (PSOE) | 8 mai 2015 (majorité simple)          | Abstention |      |    |         |    |    | 0 / 109  |  |
| Susana Díaz (PSOE) |                                       |            |      |    |         |    |    |          |  |
| Susana Díaz (PSOE) | 14 mai 2015 (majorité simple)         | Oui        | 47   |    |         |    |    | 47 / 109 |  |
| Susana Díaz (PSOE) | 14 mai 2015 (majorité simple)         | Non        |      | 33 | 15      | 9  | 5  | 62 / 109 |  |
| Susana Díaz (PSOE) | 14 mai 2015 (majorité simple)         | Abstention |      |    |         |    |    | 0 / 109  |  |
| Susana Díaz (PSOE) |                                       |            |      |    |         |    |    |          |  |
| Susana Díaz (PSOE) | 11 juin 2015 (majorité simple)        | Oui        | 47   |    |         | 9  |    | 56 / 109 |  |
| Susana Díaz (PSOE) | 11 juin 2015 (majorité simple)        | Non        |      | 31 | 15      |    | 5  | 51 / 109 |  |
| Susana Díaz (PSOE) | 11 juin 2015 (majorité simple)        | Abstention |      |    |         |    |    | 0 / 109  |  |

## Désignations

### Sénateurs
Lors de la session plénière du 1er juillet 2015, le Parlement d'Andalousie a désigné neuf sénateurs représentant la communauté autonome au Sénat espagnol.
| Parti   | Parti              | Sénateurs désignés   | Voix |
| ------- | ------------------ | -------------------- | ---- |
| PSOE    |                    | José Caballos Mojeda | 105  |
| PSOE    | Juan María Cornejo | 106                  |      |
| PSOE    | Francisco Menacho  | 106                  |      |
| PSOE    | Mar Moreno         | 106                  |      |
| PSOE    | Elena Víboras      | 106                  |      |
| PP      |                    | Javier Arenas        | 107  |
| PP      | Juan Manuel Moreno |                      | 107  |
| PP      | Rosario Soto       |                      | 107  |
| Podemos |                    | Maribel Mora         | 106  |

- Juan Manuel Moreno est remplacé en octobre 2017 par Toní Martín.
- Mar Moreno est remplacée en janvier 2018 par Fuensanta Lima Cid.
- Toni Martín est remplacé en juillet 2018 par Antonio Sanz Cabello.